# Alfredo Magni
Alfredo Magni (Missaglia, 7 febbraio 1940) è un ex calciatore e allenatore di calcio italiano, di ruolo difensore.

## Carriera

### Giocatore
Giocava nel ruolo di stopper, quasi sempre in Serie B (esordendo il 9 giugno 1961 nel Simmenthal Monza contro il Brescia che poi allenerà in Serie A), con l'eccezione delle stagioni 1966-1967 e 1967-1968 in Serie C, militando solamente in due squadre, Monza e Como con le quali disputa 203 gare nella serie cadetta segnando un solo gol, il 13 febbraio 1973 in Como-Livorno (1-0).

### Allenatore
Nel 1974 intraprende sempre a Monza la carriera di allenatore, portandolo al secondo anno in Serie B e sfiorando ripetutamente la promozione in Serie A.
Raggiunge la massima serie con il neopromosso Brescia nel 1980, sostituendo Luigi Simoni passato al Genoa. È la stagione successiva allo scandalo del calcio scommesse, che vede le rondinelle partire con cinque punti di vantaggio sulle penalizzate Avellino, Bologna e Perugia e retrocedere per la classifica avulsa dopo aver chiuso la stagione a pari punti con altre cinque squadre. Verrà riconfermato la stagione successiva in Serie B e la squadra lombarda andrà incontro a un'altra retrocessione, con Magni esonerato e sostituito da Marino Perani.
Con questa esperienza terminerà la sua carriera anche se allenerà ancora alcuni anni tra Serie B e Serie C1.
Rientrerà dopo molti anni nelle divisioni superiori, andando ad affiancare Giuseppe Iachini  che non aveva ancora ottenuto il patentino di allenatore alla guida del Venezia.
Dopo anni come osservatore in varie squadre, il 22 giugno 2011 viene ufficializzato come allenatore del Lecco in coppia con Alessio Delpiano. Il successivo 4 ottobre la coppia viene esonerata dall'incarico dopo sole 5 giornate in cui ha subìto 4 sconfitte che hanno portato la squadra all'ultimo posto in classifica.

## Statistiche

### Statistiche da allenatore
Statistiche aggiornate al 4 ottobre 2011. In grassetto le competizioni vinte.
| Stagione            | Squadra           | Campionato      | Campionato | Campionato | Campionato | Campionato | Coppe nazionali | Coppe nazionali | Coppe nazionali | Coppe nazionali | Coppe nazionali | Coppe continentali | Coppe continentali | Coppe continentali | Coppe continentali | Coppe continentali | Altre coppe  | Altre coppe | Altre coppe | Altre coppe | Altre coppe | Totale | Totale | Totale | Totale | % Vittorie | Piazz.                         |
| Stagione            | Squadra           | Comp            | G          | V          | N          | P          | Comp            | G               | V               | N               | P               | Comp               | G                  | V                  | N                  | P                  | Comp         | G           | V           | N           | P           | G      | V      | N      | P      | %          | Piazz.                         |
| ------------------- | ----------------- | --------------- | ---------- | ---------- | ---------- | ---------- | --------------- | --------------- | --------------- | --------------- | --------------- | ------------------ | ------------------ | ------------------ | ------------------ | ------------------ | ------------ | ----------- | ----------- | ----------- | ----------- | ------ | ------ | ------ | ------ | ---------- | ------------------------------ |
| gen.-giu. 1975      | Monza             | C               | 19         | 12         | 4          | 3          | CI-S            | 7               | 3               | 3               | 1               | -                  | -                  | -                  | -                  | -                  | -            | -           | -           | -           | -           | 26     | 15     | 7      | 4      | 57,69      | Subentrato, 2º                 |
| 1975-1976           | Monza             | C               | 38         | 23         | 12         | 3          | CI-S            | 13              | 6               | 5               | 2               | -                  | -                  | -                  | -                  | -                  | CAI+C-ItIn-S | 5+2         | 3+1         | 2           | 0+1         | 53     | 30     | 17     | 6      | 56,60      | 1º promozione                  |
| 1976-1977           | Monza             | B               | 38         | 17         | 14         | 7          | CI              | 4               | 0               | 3               | 1               | -                  | -                  | -                  | -                  | -                  | -            | -           | -           | -           | -           | 42     | 17     | 7      | 8      | 40,48      | 5º                             |
| 1977-1978           | Monza             | B               | 38         | 14         | 14         | 10         | CI              | 10              | 3               | 2               | 5               | -                  | -                  | -                  | -                  | -                  | -            | -           | -           | -           | -           | 48     | 17     | 16     | 15     | 35,42      | 4º                             |
| 1978-1979           | Monza             | B               | 38         | 16         | 16         | 6          | CI              | 4               | 2               | 0               | 2               | -                  | -                  | -                  | -                  | -                  | -            | -           | -           | -           | -           | 42     | 18     | 16     | 8      | 42,86      | 4º                             |
| 1979-1980           | Monza             | B               | 38         | 15         | 12         | 11         | CI              | 4               | 1               | 2               | 1               | -                  | -                  | -                  | -                  | -                  | -            | -           | -           | -           | -           | 42     | 16     | 14     | 12     | 38,10      | 5º                             |
| 1980-1981           | Brescia           | A               | 30         | 4          | 17         | 9          | CI              | 4               | 0               | 2               | 2               | -                  | -                  | -                  | -                  | -                  | TC           | 2           | 0           | 1           | 1           | 36     | 4      | 20     | 12     | 11,11      | 14º retrocessione              |
| lug.-dic. 1981      | Brescia           | B               | 14         | 3          | 4          | 7          | CI              | 4               | 1               | 0               | 3               | -                  | -                  | -                  | -                  | -                  | -            | -           | -           | -           | -           | 18     | 4      | 4      | 10     | 22,22      | Esonerato                      |
| Totale Brescia      | Totale Brescia    | Totale Brescia  | 44         | 7          | 21         | 16         |                 | 8               | 1               | 2               | 5               |                    | -                  | -                  | -                  | -                  |              | 2           | 0           | 1           | 1           | 54     | 8      | 24     | 22     | 14,81      |                                |
| lug.-nov. 1982      | Bologna           | B               | 9          | 2          | 3          | 4          | CI              | 5               | 2               | 3               | 0               | -                  | -                  | -                  | -                  | -                  | -            | -           | -           | -           | -           | 14     | 4      | 6      | 4      | 28,57      | Esonerato                      |
| dic. 1983-1984      | Monza             | B               | 25         | 8          | 9          | 8          | CI              | -               | -               | -               | -               | -                  | -                  | -                  | -                  | -                  | -            | -           | -           | -           | -           | 25     | 8      | 9      | 8      | 32,00      | Subentrato, 15º                |
| 1984-1985           | Monza             | B               | 38         | 10         | 16         | 12         | CI              | 5               | 1               | 2               | 2               | -                  | -                  | -                  | -                  | -                  | -            | -           | -           | -           | -           | 43     | 11     | 18     | 14     | 25,58      | 9º                             |
| 1985-gen. 1986      | Monza             | B               | 17         | 3          | 7          | 7          | CI              | 5               | 2               | 2               | 1               | -                  | -                  | -                  | -                  | -                  | -            | -           | -           | -           | -           | 22     | 5      | 9      | 8      | 22,73      | Esonerato                      |
| Totale Monza        | Totale Monza      | Totale Monza    | 289        | 118        | 104        | 67         |                 | 52              | 18              | 19              | 15              |                    | -                  | -                  | -                  | -                  |              | 7           | 4           | 2           | 1           | 349    | 154    | 108    | 87     | 44,13      |                                |
| feb.-giu. 1987      | Lanerossi Vicenza | B               | 17         | 3          | 8          | 6          | CI              | -               | -               | -               | -               | -                  | -                  | -                  | -                  | -                  | -            | -           | -           | -           | -           | 17     | 3      | 8      | 6      | 17,65      | Subentrato, 18º retrocessione  |
| gen.-giu. 1989      | Arezzo            | C1              | 18         | 4          | 10         | 4          | CI-C            | -               | -               | -               | -               | -                  | -                  | -                  | -                  | -                  | -            | -           | -           | -           | -           | 18     | 4      | 10     | 4      | 22,22      | Subentrato, 11º                |
| lug.-nov. 1989      | Arezzo            | C1              | 9          | 0          | 6          | 3          | CI-C            | ?               | ?               | ?               | ?               | -                  | -                  | -                  | -                  | -                  | -            | -           | -           | -           | -           | 9      | 0      | 6      | 3      | &0,00      | Esonerato                      |
| Totale Arezzo       | Totale Arezzo     | Totale Arezzo   | 27         | 4          | 16         | 7          |                 | -               | -               | -               | -               |                    | -                  | -                  | -                  | -                  |              | -           | -           | -           | -           | 27     | 4      | 16     | 7      | 14,81      |                                |
| gen.-giu. 1991      | Varese            | C1              | 19         | 5          | 9          | 5          | CI-C            | -               | -               | -               | -               | -                  | -                  | -                  | -                  | -                  | -            | -           | -           | -           | -           | 19     | 5      | 9      | 5      | 26,32      | Subentrato, 15º retrocessione  |
| 1991-1992           | Varese            | C2              | 38         | 10         | 22         | 6          | CI-C            | 12              | 9               | 2               | 1               | -                  | -                  | -                  | -                  | -                  | -            | -           | -           | -           | -           | 50     | 19     | 24     | 7      | 38,00      | 3º                             |
| Totale Varese       | Totale Varese     | Totale Varese   | 57         | 15         | 31         | 11         |                 | 12              | 9               | 2               | 1               |                    | -                  | -                  | -                  | -                  |              | -           | -           | -           | -           | 69     | 24     | 33     | 12     | 34,78      |                                |
| apr.-giu. 1996      | Montevarchi       | C1              | 7          | 0          | 3          | 4          | CI-C            | -               | -               | -               | -               | -                  | -                  | -                  | -                  | -                  | -            | -           | -           | -           | -           | 7      | 0      | 3      | 4      | &0,00      | Subentrato, 12º                |
| feb.-giu. 1997      | SPAL              | C1              | 13+2       | 2          | 6+1        | 5+1        | CI+CI-C         | -               | -               | -               | -               | -                  | -                  | -                  | -                  | -                  | -            | -           | -           | -           | -           | 15     | 2      | 7      | 6      | 13,33      | Subentrato, 15º, retrocessione |
| nov. 2000-gen. 2001 | Genoa             | B               | 10         | 3          | 3          | 4          | CI              | -               | -               | -               | -               | -                  | -                  | -                  | -                  | -                  | -            | -           | -           | -           | -           | 10     | 3      | 3      | 4      | 30,00      | Sub,., eson.                   |
| ott. 2001-2002      | Venezia           | A               | 28         | 3          | 8          | 17         | CI              | -               | -               | -               | -               | -                  | -                  | -                  | -                  | -                  | -            | -           | -           | -           | -           | 28     | 3      | 8      | 17     | 10,71      | Subentrato, 18º retrocessione  |
| lug.-ott. 2011      | Lecco             | 2D              | 5          | 0          | 2          | 3          | CI-LP           | 4               | 2               | 1               | 1               | -                  | -                  | -                  | -                  | -                  | -            | -           | -           | -           | -           | 9      | 2      | 3      | 4      | 22,22      | Esonerato                      |
| Totale carriera     | Totale carriera   | Totale carriera | 508        | 157        | 206        | 145        |                 | 81              | 32              | 27              | 22              |                    | -                  | -                  | -                  | -                  |              | 9           | 4           | 3           | 2           | 598    | 193    | 236    | 169    | 32,27      |                                |

## Palmarès

### Giocatore

#### Competizioni nazionali
- Campionato italiano Serie C: 2

Monza: 1966-67 (girone A)
Como: 1967-68 (girone A)

### Allenatore

#### Competizioni nazionali
- Coppa Italia Semiprofessionisti: 1

Monza: 1974-75
- Campionato italiano Serie C: 1

Monza: 1975-76 (girone A)

#### Competizioni internazionali
- Coppa Anglo-Italiana: 1

Monza: 1976